# 반발 전동기

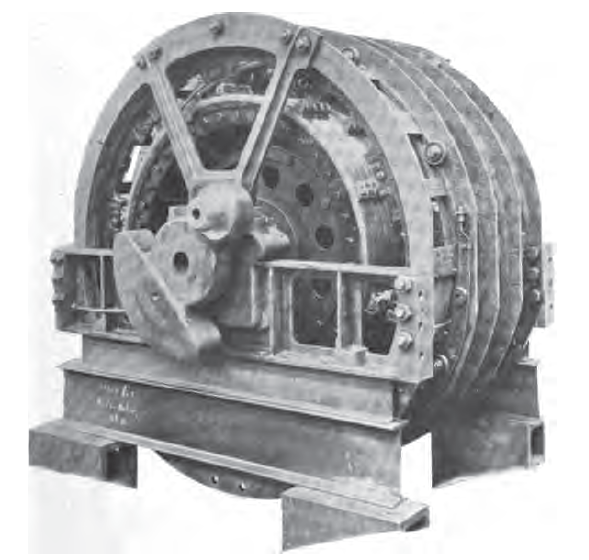

반발 전동기는 교류 (AC)에 사용하기 위한 전동기의 유형이다. 그것은 원래 전동차 (예:SR 클래스 CP 및 SR 클래스 SL 전기 여러 단위)에 대한 견인 전동기로 사용되었지만, 전동기의 다른 제품으로 대체되었다. 반발 전동기는 단상 전동기로 분류된다. 반발 전동기에서 고정자 권선은 교류 전원에 직접 연결되고, 회전자는 직류 (DC) 전동기와 유사한 정류자와 브러시 조립체에 연결된다.

## 구조
회전자 권선은 고정자의 축으로 그린 가상 선의 상대적인 각도 위치를 변경하도록 이동할 수 있는 단락 브러시와 접촉하는 정류기에 연결된다.

## 전압
더 높은 전압은 정류기를 통해 아크의 위험을 초래하기 때문에 대부분의 정류자 전동기는 약 1,500 볼트로 한정된다. 회전자 회로는 전기적으로 전원에 연결되어 있지 않기 때문에 반발 전동기는 높은 전압에서 사용할 수 있다.

## 원리
반발 전동기는 두 자기장 사이에서 반발 작용의 원리에 기초한다. 전기자는 정류자와 브러시에 연결되어 있다. 교류가 계자 권선 (고정자)에 공급될때, 전기자에 기전력 (emf)을 유도한다.

## 같이 보기
- 교류전동기
- 전동기